# Laurin & Klement 150
Laurin & Klement 150 (od 1925 roku Laurin & Klement - Škoda 150) – samochód osobowy wytwarzany w latach 1923 - 1926 w zakładach Laurin & Klement w Mladá Boleslav, które w 1925 roku zostały przejęte przez firmę Škoda
Model 150 był siostrzanym projektem samochodu Laurin & Klement 105. Pojazd wyposażony był w silnik o pojemności 1460 cm³ i mocy maksymalnej 19,1 kW (26 KM). Napęd przenoszony na tylną oś pozwalał osiągnąć prędkość 85 km/h. 
Łącznie wyprodukowano 52 egzemplarze tego modelu w następujących wersjach nadwozia: phaéton, limuzyna, coupé, dwumiejscowy roadster.